# Lưu Bành Tổ
Lưu Bành Tổ (chữ Hán: 刘彭祖, mất năm 92 TCN), tức Triệu Kính Túc vương (赵敬肃王), là vị vua đầu tiên của nước Quảng Xuyên và thứ 9 của nước Triệu, chư hầu nhà Hán trong lịch sử Trung Quốc.

## Tiểu sử
Lưu Bành Tổ là con trai thứ 8 của Hán Cảnh Đế, vua thứ sáu của nhà Hán, mẹ là Giả phu nhân. Năm 155 TCN, ông được phong vương ở Quảng Xuyên, sang năm sau 154 TCN, Triệu vương Lưu Toại làm phản, phải tự sát, Lưu Bành Tổ được vua cha lập làm Triệu vương.
Lưu Bành Tổ là người xảo nịnh, thích dùng luật pháp, lại tàn bạo háo sắc nên sinh được nhiều con cháu. Mỗi tướng quốc nước Triệu thường tại vị không dám hai năm cũng do sự khắt khe của ông. Ông thường giám sát chặt chẽ tướng quốc vì nghi ngờ họ là nội gián triều đình phái đến điều tra mình. Người nào lỡ kị húy đến tên ông đều bị phạt nặng.
Thái tử nước Triệu là Lưu Đan phải lòng em gái Giang Sung, nhưng bản thân Sung lại gây hiềm khích với thái tử nên bị ghét bỏ phải chạy trốn đến Trường An. Sau đó Sung được cử đi sứ Hung Nô, được phong lên chức Thủy Hành đô úy. Được sự tin tưởng của Vũ Đế, Giang Sung bày cách hãm hại thái tử Lưu Đan, tố cáo Lưu Đan dâm loạn. Cuối cùng Vũ Đế ép Triệu vương phế Lưu Đan và tống giam vào ngục. Nhiều khách đến Hàm Đan thấy tính Lưu Bành Tổ cũng không dám ở lại lâu.
Lưu Bành Tổ cướp vợ của anh là Giang Đô Dịch vương Lưu Phi, sinh con là Náo Tử. Ông muốn lập Náo Tử làm thái tử, song sau khi ông mất Hán Vũ Đế không chịu cho Náo Tử nối ngôi mà lấy Vũ Thủy hầu Lưu Xương làm Triệu vương.
Năm 92 TCN, Lưu Bành Tổ chết, thụy là Kính Túc, làm vương ở Triệu được 62 năm. Lưu Xương nối ngôi, tức Triệu Khoảnh vương.

## Gia đình
- Cha: Hán Cảnh Đế Lưu Khải
- Mẹ: Giả phu nhân
- Anh
  - Thái tử - Lâm Giang Mẫn vương Lưu Vinh
  - Hà Gian Hiến vương Lưu Đức
  - Lâm Giang Ai vương Lưu Át
  - Lỗ Cung vương Lưu Dư
  - Giang Đô Dịch vương Lưu Phi
  - Trường Sa Định vương Lưu Phát
- Em trai
  - Giao Tây Vũ vương Lưu Đoan
  - Trung Sơn Tĩnh vương Lưu Thắng
  - Hán Vũ Đế Lưu Triệt
  - Quảng Xuyên Huệ vương Lưu Việt
  - Giao Đông Khang vương Lưu Ký
  - Thanh Hà Ai vương Lưu Thăng
  - Thường Sơn Hiến vương Lưu Thuấn
- Chị, em gái
  - Công chúa Bình Dương
  - Công chúa Nam Cung
  - Công chúa Long Lư...
- Con cái
  - Thái tử Lưu Đán
  - Vũ Thủy hầu - Triệu Khoảnh vương Lưu Xương
  - Bình Can Khoảnh vương Lưu Yển
  - Uất Văn Tiết hầu Lưu Bính
  - Phong Tư Đái hầu Lưu Hồ Thương
  - Dụ Khâu hầu Lưu Thụ Phúc
  - Tương Hà hầu Lưu Kiến
  - Hàm Cối Diên hầu Lưu Nhân
  - Triều Tiệt hầu Lưu Nghĩa
  - Đông Thành hầu Lưu Di
  - Âm Thành Tư hầu Lưu Thương
  - Hàm Bình hầu Lưu Thuận
  - Dịch An hầu Lưu Bình
  - Bách Sương Đái hầu Lưu Chung Cổ
  - Chương Bắc hầu Lưu Khoan
  - Nam Lăng hầu Lưu Khánh
  - Hạo hầu Lưu Chu
  - An Đàn hầu Lưu Phúc
  - Viên Thích hầu Lưu Đương
  - Lật Tiết hầu Lưu Nhạc
  - Hào Di hầu Lưu Chu Xá
  - Bùi Đái hầu Lưu Đạo...
  - Lưu Náo Tử